# Lindernia longituba
Lindernia longituba é uma espécie botânica do gênero Lindernia pertencente à família Linderniaceae.